# Vương cung thánh đường Đức Mẹ Đồng Trinh Maria lên trời
Vương cung thánh đường Đức Mẹ Đồng Trinh Maria lên trời là một thánh đường tọa lạc tại Székesfehérvár, Hungary.

## Lịch sử
Nơi này được xây dựng vào khoảng cuối những năm 1010, dưới thời vua István I của Hungary, người sáng lập ra triều đại Árpád và là vị vua đầu tiên của Vương quốc Hungary. Đây là một thánh đường nguy nga và có thể được xếp vào một trong những công trình lịch sử vĩ đại nhất của Hungary. Vương cung thánh đường ở Székesfehérvár không thuộc sự quản lý của giám mục nhưng được dùng như nhà thờ chính tòa qua các đời vua Hungary.
Vương cung thánh đường ở Székesfehérvár được xem là nơi linh thiêng, quan trọng bậc nhất tại Vương quốc Hungary vào thời kỳ Trung Cổ. Đây đã từng là nơi cất giữ báu vật quốc gia, bao gồm cả ngai vàng, vương miện thần thánh Hungary, ngân khố và kho lưu trữ. 37 vị vua và 39 nữ hoàng đã làm lễ đăng quang tại Vương cung thánh đường và 15 vị trong số này đã được an táng chính tại nơi đây. Năm 1543, khi quân Thổ chiếm đóng Székesfehérvár, mộ phần của hoàng tộc Hungary đã bị đào phá. Từ đó thánh đường trở thành nơi tàng trữ thuốc súng còn nhà thờ Thánh Martin ở Bratislava lại thành một địa điểm mới để Hoàng tộc Hungary tổ chức lễ đăng quang.
Năm 1601, Vương cung thánh đường lại bị tàn phá bởi hỏa hoạn. Trong khoảng thời gian này, sự cai trị của đế chế Ottoman tại Székesfehérvár đã bị gián đoạn khoảng chừng một năm.
Tàn tích còn lại của Vương cung thánh đường từ đó cũng bị phá đi để xây một dinh giám mục mới và để trùng tu lại một nhà thờ cổ có từ thế kỷ 18, sau này trở thành nhà thờ chính tòa của Giáo xứ Szekesfehervar.
Vào cuối năm những năm 1930, Lăng vua István I của Hungary đã được xây ngay phía sau tàn tích Cung thánh (apse) của Vương cung thánh đường.

## Mai táng
13 vị vua và 2 vương hậu đã được mai táng ngay tại Vương cung thánh đường ở Székesfehérvár. Trong đó bao gồm:
1. Vua István I của Hungary
2. Vua Coloman của Hungary
3. Vua Béla II của Hungary
4. Vua Géza II của Hungary
5. Vua Béla III của Hungary, sau này thi thể được chuyển qua nhà thờ Matthias ở Budapest
6. Vương hậu Agnes của Antioch, sau này thi thể của bà cũng được chuyển qua nhà thờ Matthias ở Budapest
7. Vua Ladislaus III của Hungary
8. Vua Béla IV của Hungary
9. Vua Károly Róbert (Charles I của Hungary)
10. Vương hậu Maria của Bytom
11. Vua Lajos I của Hungary
12. Vương hậu Elizabeth của Bosnia, thi thể của bà được chuyển từ Nhà thờ thánh Chrysogonus ở Zadar sang Vương cung thánh đường ở Székesfehérvár.
13. Vua Albert II của Hungary
14. Vua Mátyás Corvin (Matthias I của Hungary)
15. Vua Vladislaus II của Hungary
16. Vua Louis II của Hungary

Các hoàng thân của vua Hungary cũng được mai táng tại Vương cung thánh đường ở Székesfehérvár. Điển hình như Đại trưởng công chúa Catherine, là người kế vị của vua cha Louis I và mẫu hậu Elizabeth của Bosnia. Philip Drugeth và đại thần Pippo Spano cũng được chôn cất tại đây cùng với hoàng tộc Hungary.

## Bộ sưu tập

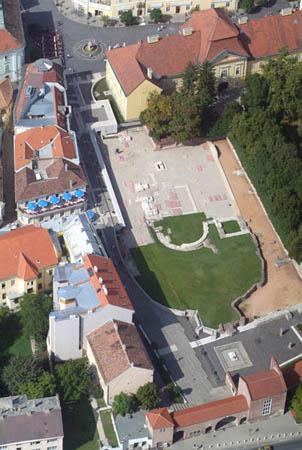
Quang cảnh của Vương cung thánh đường nhìn từ trên cao xuống.
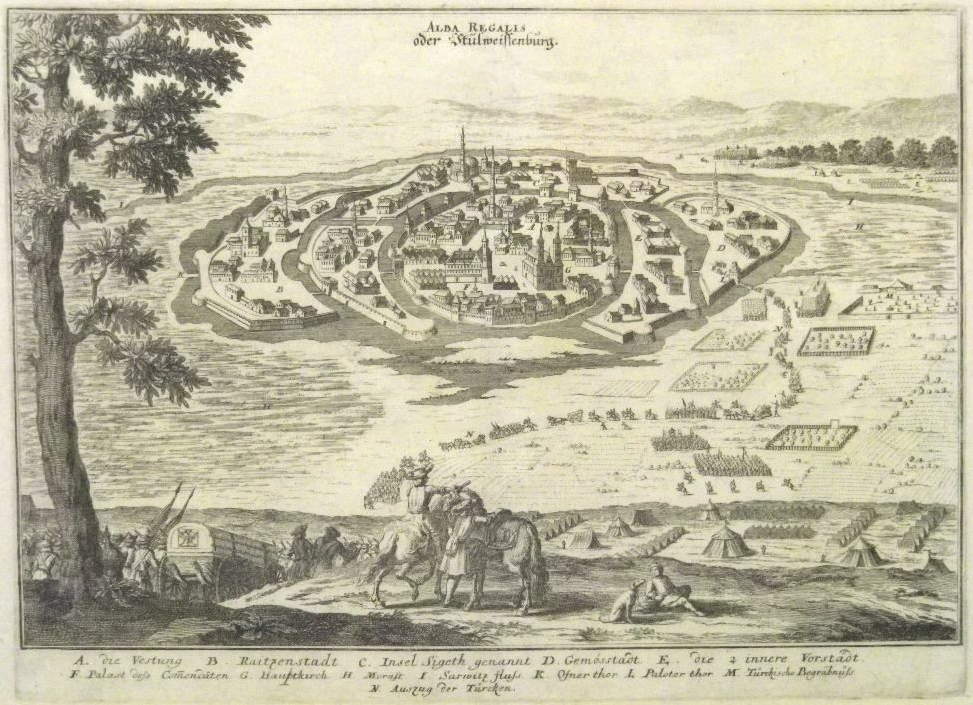
Năm 1601, sau một chiến thắng tạm thời của phía Kitô giáo, quân đồn trú Thổ được cho rút lui trong hòa bình (lối thoát theo hình chữ N), khi đó Vương cung thánh đường vẫn chưa bị tàn phá. Khu vực hình chữ G là nhà thờ chính tòa. Hình trên tạp chí lịch sử Theatrum Europaeum của Merian.
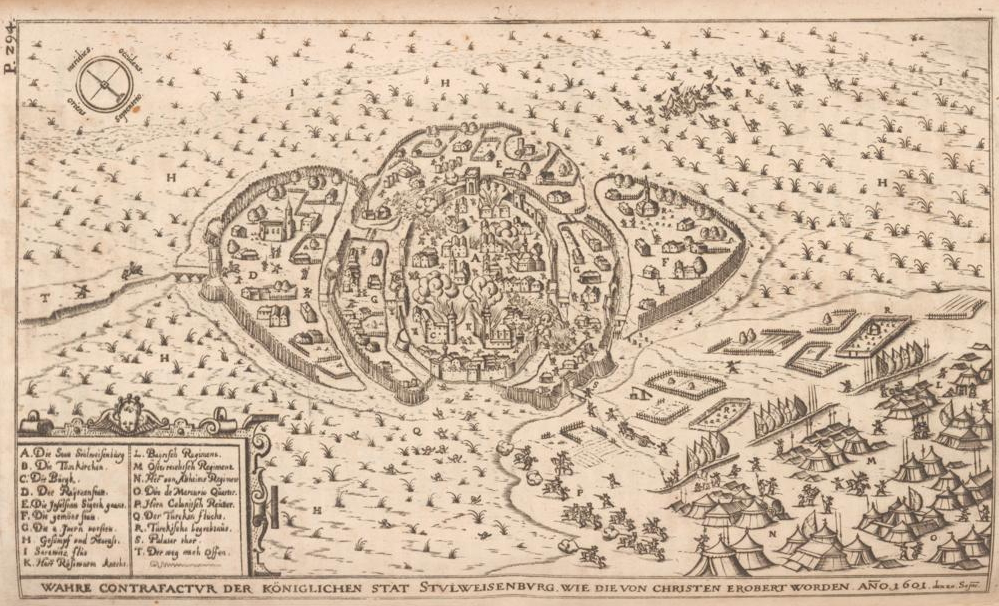
Nhận định của Johan Sibmacher: "Miêu tả chân thực về thành phố hoàng gia Székesfehérvár khi vẫn còn được cai quản bởi người Kitô giáo". Điều này cho thấy, sau sự xâm lược của Đế chế Ottoman, Vương cung thánh đường đã bị tàn phá cùng nhiều công trình khác cũng bị lửa thiêu rụi.